# 瑟兰 (埃纳省)
瑟兰（法語：Serain，法語發音：[səʁɛ̃]）是法国上法蘭西大區埃纳省的一个市镇，属于圣康坦区。

## 地理
瑟兰（50°1'40"N, 3°21'57"E）面积6.65 平方千米，位于法国上法蘭西大區埃纳省，该省份为法国北部内陆省份，北起北部省，西接索姆省和瓦兹省，东临阿登省和马恩省，西南至塞纳-马恩省，东北部与比利时接壤。
与瑟兰接壤的市镇（或旧市镇、城区）包括：博雷瓦尔、普雷蒙、埃兰库尔、马兰库尔。

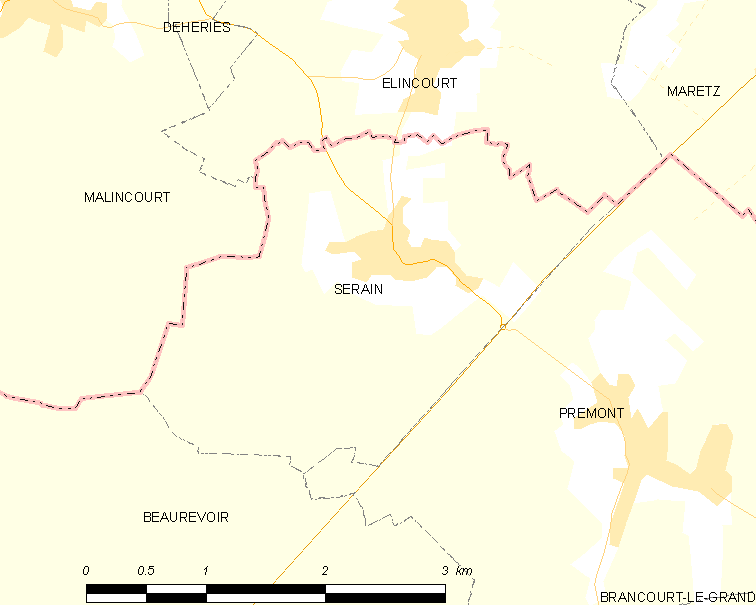
的OSM定位图

瑟兰的时区为UTC+01:00、UTC+02:00（夏令时）。

## 行政
瑟兰的邮政编码为02110，INSEE市镇编码为02709。

## 政治
瑟兰所属的省级选区为博安昂韦尔芒多瓦县。

## 人口

1962-2008年间人口变化图示

瑟兰于2022年1月1日时的人口数量为390人。